# Berne (Indiana)
Berne is een plaats (city) in de Amerikaanse staat Indiana, en valt bestuurlijk gezien onder Adams County.

## Demografie
Bij de volkstelling in 2000 werd het aantal inwoners vastgesteld op 4150.
In 2006 is het aantal inwoners door het United States Census Bureau geschat op 4114, een daling van 36 (-0,9%).

## Geografie
Volgens het United States Census Bureau beslaat de plaats een oppervlakte van
4,7 km², geheel bestaande uit land. Berne ligt op ongeveer 257 m boven zeeniveau.

## Geboren
- Richard Schrock (1945), scheikundige en Nobelprijswinnaar (2005)

## Plaatsen in de nabije omgeving
De onderstaande figuur toont nabijgelegen plaatsen in een straal van 20 km rond Berne.